# Trop, c'est trop ! (film)
Pour le film français Trop c'est trop de Didier Kamika, voir Trop c'est trop.
Trop c'est trop ! ou Dites-moi que je rêve au Québec (Say It Isn't So) est un film américain de James B. Rogers, sorti en 2001.

## Distribution
- Heather Graham (VF : Sylvie Jacob ; VQ : Lisette Dufour) : Josephine Wingfield
- Chris Klein (VF : Adrien Antoine ; VQ : Martin Watier) : Gilbert Noble
- Orlando Jones (VF : Frantz Confiac ; VQ : Daniel Lesourd) : Dig McCaffrey
- Sally Field (VF : Manoëlle Gaillard ; VQ : Claudine Chatel) : Valdine Wingfield
- Richard Jenkins (VF : Philippe Catoire ; VQ : Jean-Marie Moncelet) : Walter Wingfield
- John Rothman (VF : Jean-Claude Sachot ; VQ : Pierre Auger) : Larry Falwell
- Jack Plotnick (VF : Gérard Darier) : Leon Pitofsky
- Eddie Cibrian (VF : Guillaume Orsat ; VQ : Antoine Durand) : Jack Mitchelson
- Mark Pellegrino (VF : Luc Boulad ; VQ : Manuel Tadros) : Jimmy Mitchelson
- Brent Hinkley (VF : Michel Vigné) : Steak
- Henry Cho (VF : Boris Rehlinger) : Freddy
- Brent Briscoe (VF : Jacques Bouanich) : l'inspecteur Vic Vetter
- Lin Shaye : l'infirmière Bautista
- Richard Riehle : le shérif Merle Hobbs
- Courtney Peldon

Source et légende : version française (VF) sur Voxofilm
 Source et légende : version québécoise (VQ) sur Doublage.qc.ca